# メバルド酸レダクターゼ
メバルド酸レダクターゼ（mevaldate reductase）は、次の化学反応を触媒する酸化還元酵素である。
(R)-メバロン酸 + NAD+ {\displaystyle \rightleftharpoons } メバルド酸 + NADH + H+
反応式の通り、この酵素の基質は(R)-メバロン酸とNAD+、生成物はメバルド酸とNADHとH+である。
組織名は(R)-mevalonate:NAD+ oxidoreductaseで、別名にメバロン酸デヒドロゲナーゼがある。